# Маликов, Илья Андреевич
Маликов Илья Андреевич (род. 11 июля 1985 года, Москва) — российский мотогонщик, предприниматель и промышленник. Призёр чемпионатов России и Белоруссии по эндуро, участник команды HARDENDURORU. Соведущий авторской программы про мотоциклы MOTOROCK на радиостанции ROCK FM.

## Биография и карьера
Родился в Москве, окончил МГТУ им. Баумана. В мотоспорт пришёл в двадцать пять лет, с двадцати девяти занимается эндуро. В тридцать принял участие в чемпионате мира экстремальному эндуро (Румыния). В 2017 вошёл в ТОП-10 Кубка Европы. Мастер спорта по мотоспорту (2017). Совместно с Данилой Мироновым ведёт канал на YouTube, посвящённый пропаганде экстремального мотоспорта.
В 2006 основал компанию «Самоспас», занимающуюся производством средств спасения и эвакуации при пожаре, в том числе УКСПА «Самоспас». В 2016 вошёл в состав учредителей фирмы «Вентопро», производителя анкерных систем для обеспечения безопасности высотных работ.
В 2018 году стал одним из первых испытателей электрического летающего мотоцикла, разработанного компаний HOVERSURF под руководством Александра Атаманова.

## Достижения
- Победитель Чемпионата России 2017 в классе Е3[9]
- Призёр чемпионата Белоруссии 2018[10]
- Призер чемпионата Карелии 2018
- 12 место Чемпионат Европы по суперэндуро 2018
- 2 место King of the MOTOS США 2020